# 小林永興
小林 永興（こばやし えいこう、明治元年（1868年）9月 ‐ 昭和8年（1933年）2月13日）は明治から昭和にかけての浮世絵師、日本画家。

## 来歴
小林永濯の門人。姓は山本、名は貞吉。起信、興信、法僻、永興、鮮斎と号す。また、鮮斎画房とも号した。明治元年、東京の生まれ。7,8歳頃土佐派の松本春樹に学び、17歳で狩野派の永濯の門人となった。永濯の養子になっており、明治23年（1890年）の永濯没後小林家を継ぎ、「鮮斉永興」と号した。明治27年（1894年）日本青年絵画協会第三回共進会に「諾尊擲桃圖」で三等褒状、翌年の第四回絵画共進会でも「雷公」で三等褒状を受けた。
作画期は明治20年代後半から明治30年代とされ、人物を描いた作品、特に仏画や美人画に優れたものがみられる。菩提寺の正法寺には、永興の手になる春画の下絵が多く残り、秘画を求める需要に応じると共に人物を描く練習でもあったと推測される。永濯に比べると筆致は柔らかく、これは最初に習った土佐派の影響と見られる。明治中期の「嘉永七寅歳二月十日大日本帝国憲法於武州横浜　日本人亜墨利駕人応接之図」は、高田文筌の描いた一幅の作品を模写したものである。他には、幸田露伴の『二宮尊徳翁』の口絵や、 巖谷小波の「日本昔噺」シリーズのうち明治30年（1897年）に刊行された第2巻「玉の井」の挿絵などを描いている。こうした一方で複製版画の制作を得意とし、明治18年（1885年）頃から河鍋暁斎の紹介で、喜多川歌麿の「蚕手業草」という錦絵を再版するため、版下を透き写しで描いたという。
享年65。墓所は永濯と同じく世田谷区松原の正法寺。

## 作品
- 「嘉永七寅歳二月十日大日本帝国憲法於武州横浜　日本人亜墨利駕人応接之図」　木版手彩色
- 「旭日青海波」　正法寺（東京都世田谷区）所蔵
- 「元禄風俗」　正法寺（東京都世田谷区）所蔵
- 「虎渓之三笑」　正法寺（東京都世田谷区）所蔵
- 「鍾馗」　正法寺（東京都世田谷区）所蔵
- 「白衣観音」　正法寺（東京都世田谷区）所蔵
- 「虎の皮」　正法寺（東京都世田谷区）所蔵
- 「堀河夜襲図」 板絵著色 絵馬一面 金刀比羅宮所蔵 明治32年（1899年）

## 参考図書
- 原色浮世絵大百科事典　日本浮世絵協会編、東京堂出版、1987年
- 日本美術院百年史編集室編 『日本美術院百年史 第一巻 上』 日本美術院、1989年、674頁
- 悳俊彦　美術誌『Bien（美庵）』Vol.34（藝術出版社）　特集「忘れられた明治の画家を再評価せよ！！」（柴田是真・小林永濯・渡辺省亭・尾形月耕・山本昇雲）
- 岩井茂樹 『日本人の肖像 二宮金次郎』 角川学芸出版〈角川叢書45〉、2010年、71-74、81頁、ISBN 978-4-04-702145-7